# Hotel Saratz
Das Hotel Saratz ist ein traditionsreiches 4-Sterne-Superior-Hotel an der Via da la Staziun 2 in Pontresina  im Oberengadin.

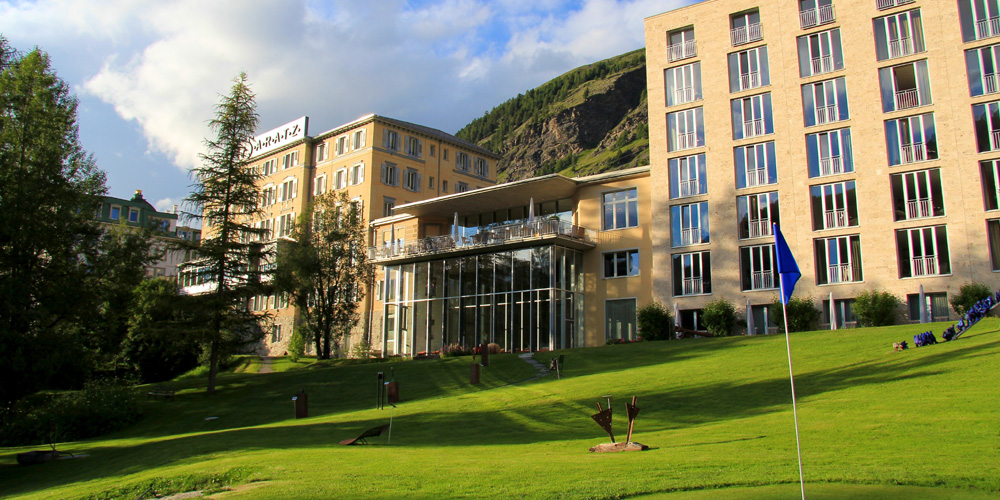
Hotel Saratz 2012

## Überblick
1865 wurde ein traditionelles Engadiner Bauernhaus zur Pension Saratz ausgebaut und in der Belle Epoque 1875 zu einem Hotel erweitert. Unter der Leitung von vier Generationen der Besitzerfamilie Saratz hat es als Mitglied der "Hotels de tout Premier Rang Suisses" (heute "Swiss Deluxe Hotels") zahlreiche bedeutende Namen aus Wirtschaft, Wissenschaft, Kunst, Politik und Diplomatie aus allen Ländern Europas und Übersee als Stammgäste zu verzeichnen. Mangels Nachfolge in der Familie wurde das Hotel 1973 erstmals verpachtet und wurde während der nächsten 21 Jahre unter dem Namen „Atlas“ als 3-Stern Hotel nach veränderten Grundsätzen geführt und für den Winterbetrieb ausgebaut.
Im Laufe der Jahre wurde das Haus renovationsbedürftig und verschiedene Mängel und fehlender Komfort führten zu einer 2-Sterne Abwertung. In den 1990er Jahren investierte die fünfte Generation der Familie Saratz rund 50 Mio. Franken für die Totalsanierung. Die Totalrenovierung der bestehenden Substanz des Hauses sowie die Erweiterung mit einem Neubau wurde mit dem Architekten Hans-Jörg Ruch und der Zürcher Architektin Pia Schmid geplant und realisiert.

## Historischer Hintergrund

### Erste Jahrtausendwende

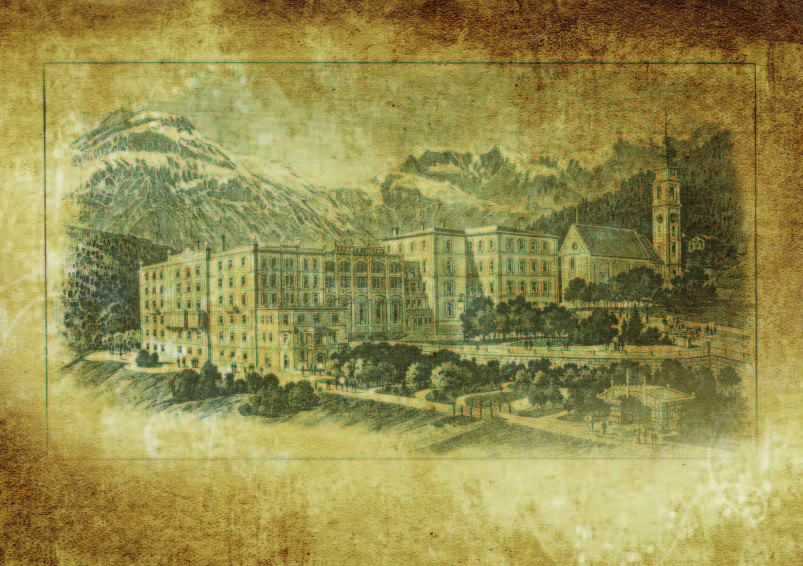
Aussenansicht Hotel Saratz Jahrtausendwende

Der Familienname Saratz kann möglicherweise auf die Sarazenen die im 9. und 10. Jahrhundert bis über die Alpen   in die Schweiz, unter anderem nach Chur, St. Gallen und auch ins Engadiner Dorf Pontresina, das den Sarazenen seinen Namen zu verdanken scheint, zurückgeführt werden. Der Ortsname weist darauf hin, dass Ahnen der Familie Saratz zu den Gründern von Pontresina gehörten oder zumindest etwas mit dem Bau der dortigen Sarazenenbrücke zu tun hatten.

### 1865–1875

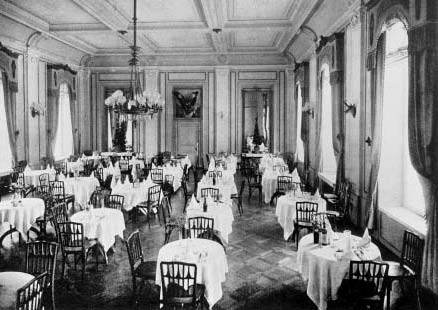
Speisesaal 1899

Gian Saratz, der Gründer des Hotel Saratz, gehörte Mitte des 19. Jahrhunderts zu jenen Engadinern, die aufbrachen, um in ganz Europa ihr Glück als Zuckerbäcker (Patissiers) zu suchen. Als gemachter Mann kehrte er aus der Normandie zurück in sein Heimatdorf Pontresina, übernahm in seinem vierzigsten Lebensjahr das Amt des Landammanns und bezog dort mit seiner Familie sein Engadiner Bauernhaus gegenüber der Kirche San Niculò. Landammann Saratz lernte den deutschen Maler Wilhelm Georgy kennen, der im Auftrag einer Naturzeitschrift die Engadiner Alpenwelt dokumentierte. Dieser wohnte in einem nahen Hotel und erzählte Saratz wie leid es ihm sei, abends ständig allein zu sein. Saratz nahm als Gastgeber Georgy während der nächsten zwei Jahre in die eigene Familie auf. Saratz nutzte nun den aufkommenden Tourismus im Engadin und baute 1865 den Heustall seines Hauses aus und richtete darin eine Pension mit Gästezimmern und einem Frühstücksservice.

### 1875–1900
Geschäftsführer des Garni Saratz, wie die Pension genannt wurde, war Gians ältester Sohn Pepi. Neben anfänglich vorwiegend Langzeitgästen stieg auch die Nachfrage nach kurzzeitig verfügbaren Gästebetten. 1875 wurde deswegen die Pension zu vergrössert. Das Stammhaus, die Chesa Veglia (altes Haus), wurde erweitert durch einen dreistöckigen Anbau mit einem repräsentativen Speisesaal, zusätzlichen Gästezimmern und der dazugehörigen Hotelküche. Ausserdem wurde mit der Chesa Nuova (neues Haus) ein fünfstöckiger Neubau mit Vestibule, drei Geschossen mit Gästezimmern und ausgedehnten Kellerräumen errichtet. Aus der Pension wurde das Hotel Saratz.
Pepi Saratz verließ den ungeliebten Pfarrberuf und übernahm im Hotel das Journal, also das Finanzielle. Mit der weiteren touristischen Erschliessung des Engadins wuchs auch das Hotel Saratz sukzessive weiter. 1880 wurde die Chesa Veglia um ein weiteres Stockwerk erhöht, und 1890 wurde ein Tennisplatz im Garten des Hotels gebaut. 1896 wurde dann auch die Chesa Nouva aufgestockt, womit sie anschliessend über vier Stockwerke mit Gästezimmern verfügte.

### 1910–1914

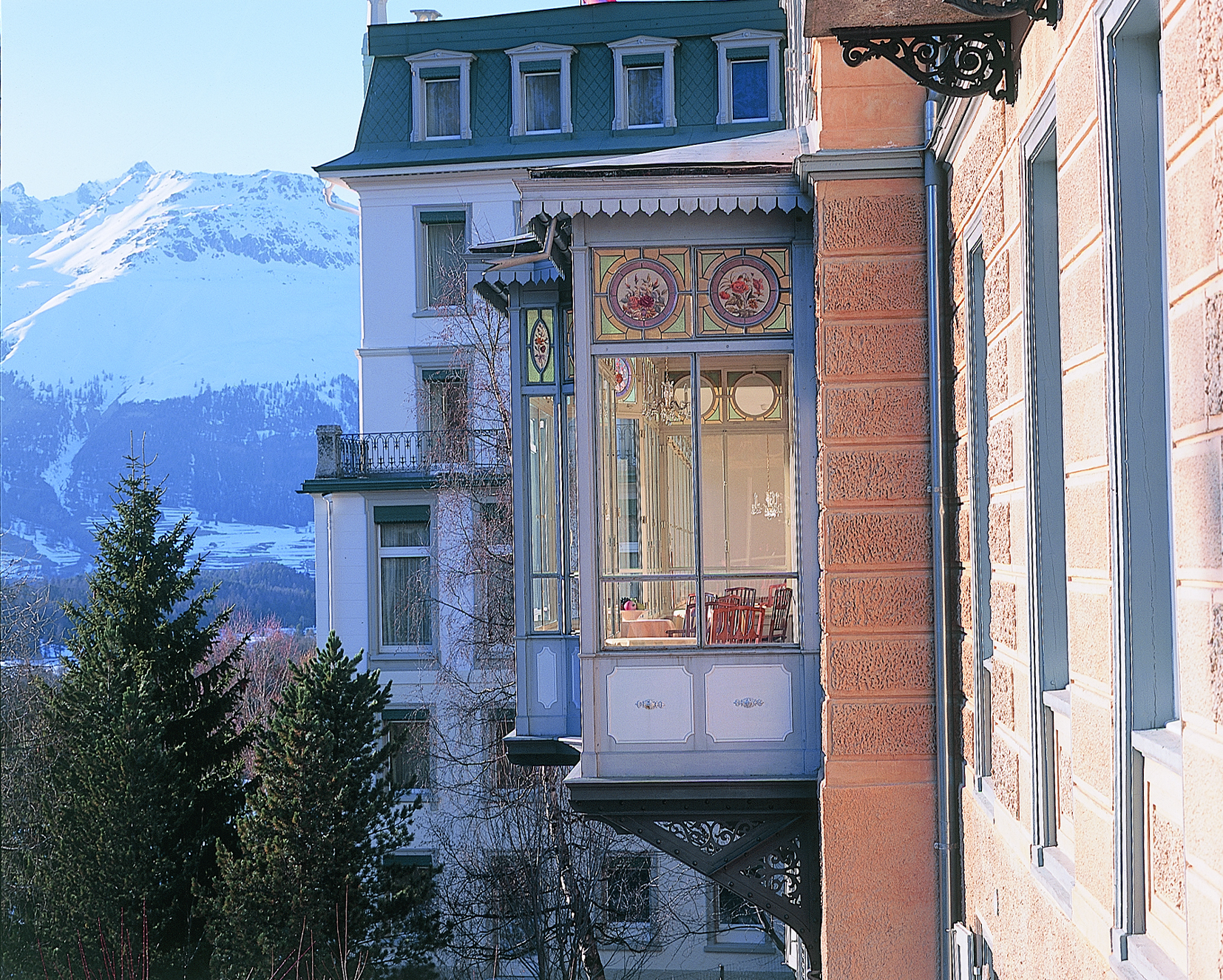
Belle Epoque Restaurant Aussenansicht

Im Vorfeld des Ersten Weltkrieges wurde 1910 als letztes der bestehenden Gebäude auch der Zwischentrakt zwischen der Chesa Veglia und der Chesa Nouva um ein weiteres Stockwerk erhöht. Ein Jahr später erfuhr das gesamte Hotel innen und aussen eine komplette Renovation und die Chesa Nouva wurde um einen vierten Stock mit Gästezimmern erweitert. Zusätzlich wurde auf jedem Stockwerk ein zweites Bad eingebaut. Und neu verfügte das Hotel über einen wassergetriebenen Lift, der aus einer Personenkabine und einer darunter hängenden, rund anderthalb Meter hohen Warenkabine bestand. Eine weitere technische Pionierleistung stellte die Versorgung mit Elektrizität dar, die dem Zusammenschluss einiger innovativer Hoteliers zu verdanken war, die im Morteratsch-Gebiet ein eigenes Wasserkraftwerk gebaut hatten und so ihre Häuser mit eigenem Strom versorgen konnten.
1912 sollte der Komplex talseitig ein viertes Gebäude mit riesigen Ausmassen und nicht weniger als zwölf Stockwerken erhalten. Dagegen erhoben die Besitzer des benachbarten Hotel Bellavista (heute Hotel Kronenhof) Einspruch, da es ihren Hotelgästen die ganze Aussicht ins Val Roseg versperrt hätte. Obwohl das Hotel Saratz eine gerichtlichen Auseinandersetzung für sich entschied, wurde das gewaltige Projekt nie gebaut, denn das Urteil der Bundesgerichte erging erst nach Ausbruch des Ersten Weltkrieges.

### 1919–1945
Nach dem Ersten Weltkrieg zog das Tourismus-Geschäft wieder an und 1926/27 wurden die Zimmer des Hotels Saratz in zwei Etappen mit fliessend Wasser ausgestattet. 1932 das Haus als erstes und einziges Hotel in Pontresina in das „Groupement des hôtels de tout premier rang de Suisse“ aufgenommen, zu dem Hotels wie das Suvretta House, das Palace, das Kulm und das Carlton gehörten. Im selben Jahr schloss auch der Hotelier der kommenden Generation Gian Pepi Saratz in Chur das Gymnasium ab, absolvierte die Hotelfachschule in Lausanne und diente sich als einziger männlicher Nachkomme und Stammhalter im Hotelfach hoch. Mit dem Ausbruch des Zweiten Weltkrieges wurde auch der Tourismus im Engadin bis ins Mark getroffen.

### 1945–1974
Gleich nach dem Ende des Zweiten Weltkrieges gründete Gian Saratz, der das Hotel Saratz nach dem Tode seines Onkels Pepi Saratz seit 1895 in dritter Generation führte, die Hotel Saratz AG. Zu diesem Zeitpunkt übernahm Gian Pepi Saratz, der Stammhalter in vierter Generation die Führung des Hotels. Unter dessen Ägide blühte das Hotel in den nächsten zweieinhalb Jahrzehnten wieder auf. Mitte der 1950er-Jahre wurde an der Via Maistra die Sarazena ein Tanzlokal eröffnet.
Praktisch zeitgleich bekam das Hotel Saratz seine erste eigene Waschmaschine. Bis anhin musste die Wäsche von Hand mit dem aus einer nahe dem unterhalb des Hotels vorbeifliessenden Flaz sprudelnden Quelle stammenden kalten Wasser gewaschen und zum Trocknen aufgehängt werden, bevor sie dann zum Hotel hochgetragen wurde, wo sie im Keller durch eine gasoline-(benzin-)betriebene Bügelmaschine geglättet wurde. 1960 kam das erste beheizte Aussenbad des Engadins hinzu.

### 1974–1995

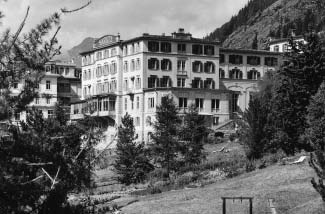
Hotel Saratz Aussenansicht 1974

Da sich nach Gian Pepi Saratz kein Familienmitglied mehr für die Hotellerie begeistern konnte (alle vier Söhne hatten akademische Berufe ergriffen), wurde das Hotel für den Winterbetrieb eingerichtet und an die vom Pontresiner Duri Bardola geführte Zürcher Atlas-Gruppe verpachtet. Erst 1974 wurde das Hotel erstmals im Winter geöffnet. Diese Konzeptänderung bewirkte, dass das Haus während der nächsten gut 20 Jahre unter dem Namen „Atlas“ als 3-Sterne-Haus nach veränderten Grundsätzen geführt wurde und mangels weiterer Investitionen in seiner alten Substanz erhalten blieb.
Obwohl das unter dem neuen Namen Hotel Atlas geführte Haus weiterhin äusserst beliebt war und sich unter der Führung der drei Direktoren Wagner, Lehmann und Lips einer treuen Stammkundschaft erfreute, wurde es im Laufe der Jahre aufgrund intensivster Beanspruchung stark renovationsbedürftig. Die Mängel bezüglich Ausbaustandard führten schliesslich zur Rückstufung.

### 1995–2010
Die fünfte Generation investierte nach mehrjähriger Diskussion mehr als 20 Millionen Schweizer Franken und übernahm erneut das Hotel Saratz unter der Leitung von Gian Paul Gut und Dr. Nuot P. Saratz. Der Pachtvertrag mit der Atlas-Gruppe wurde bei Ablauf nicht mehr erneuert und die Direktion an Adrian Stalder und die Eheleute Plattner Gerber übergeben, die das Hotel ab Oktober 1995 im Auftrag der Besitzerfamilie führten. Unterstützt von den Besitzerfamilien wurde der Hotelkomplex renoviert und umgebaut sowie alle betrieblichen Änderungen angegangen. Die baulichen Belange übernahm der Engadiner Architekt Hans-Jörg Ruch, der die umfassende Renovation des alten Hotelkomplexes sowie den Bau des neuen Traktes «Ela Tuff» mit 63 weiteren Zimmern realisierte. Die Gestaltung der Innenräume erfolgte durch die Zürcher Architektin Pia Schmid. Im Stammhaus, der Chesa Veglia entstand das Bar/Restaurant Pitschna Scena. Ab 2000 wurden nochmals gut 20 Millionen Schweizer Franken aufgewendet. Mit dem Sarazenenbad entstand ein Wellness-Hotel. Zusätzlich wurde eine Tiefgarage mit rund 60 Parkplätzen eingebaut. Im Sommer 2007 wurde das mittlerweile über 130-jährige Stammhaus Chesa Nouva generalüberholt. Gleichzeitig wurden die inzwischen als Mitarbeiterhaus dienende Chesa Veglia komplett saniert und mit zwei neuen Seminarräumen und 14 Mitarbeiterzimmern ausgestattet. Als zusätzliches Mitarbeiterwohnhaus wurde die Chesa Niculò mit 18 Wohnungen erstellt. Das hauseigene Kinder-Spielparadies wurde erneuert und das Kinderangebot mit einem Jugendspielraum ergänzt. Ausserdem entstanden auch eine Reihe neuer Betriebsräume in der dem Hotel angrenzenden Wohnüberbauung Chesa Punt ota, deren Wohnungen zur Finanzierung der neuen Investitionen dienten. Ende Dezember 2008 folgte die jüngste Neuerung, die Eröffnung einer exklusiven AVO Zigarren-Lounge, welche mit dem Rauchverbot als die erste ihrer Art in Graubünden eingerichtet wurde. Für ein neues technisches Verfahren wurde eine 1.500 Meter tiefe geothermische Bohrung erstellt, um den gesamten Hotelkomplex mit zwei Wärmepumpen zu beheizen.